# Министерство сельского хозяйства, лесных и водных ресурсов Республики Сербской
Министерство сельского хозяйства, лесных и водных ресурсов Республики Сербской (серб. Министарство пољопривреде, шумарства и водопривреде Републике Српске, босн. и хорв. Ministarstvo poljoprivrede, šumarstva i vodoprivrede Republike Srpske) — одно из министерств Правительства Республики Сербской, энтитета Боснии и Герцеговины. С 18 декабря 2018 года Министерство возглавляет Борис Пашалич.
Министерство сельского хозяйства, лесных и водных ресурсов РС располагается в Баня-Луке, по адресу Площадь Республики Сербской, дом 1. 
Организация Министерства выглядит следующим образом:
- Кабинет министра
- Секретариат
- Отдел сельского хозяйства, пищевой промышленности и развития сельской местности
- Отдел ветеринарного контроля
- Отдел лесного хозяйства и охоты
- Отдел водных ресурсов
- Отдел оказания помощи в сельском хозяйстве

Министерство отвечает за:
- развитие сельского хозяйства
- пищевую промышленность, производство напитков и кормов для животных
- ветеринарный контроль
- лесное хозяйство и охоту
- управление водными ресурсами
- развитие сельской местности

За время существования Министерства его возглавляли:
- Миливое Надаждин[5]
- Боривое Сендич[6]
- Джойо Арсенович[7]
- Миленко Савич[8]
- Райко Латинович[9]
- Родолюб Тркуля[10]
- Горан Перкович[11]
- Славен Пекич[12]
- Радивое Братич[13]
- Мирослав Милованович[14]
- Стево Мирянич[15]
- Борис Пашалич
- Саво Минич